# 2014年ソチオリンピックのフリースタイルスキー競技
2014年ソチオリンピックのフリースタイルスキー競技（2014ねんソチオリンピックのフリースタイルスキーきょうぎ）は、2014年2月6日から21日までの日程で、ロザ・フトル・エクストリーム・パーク(Rosa Khutor Extreme Park)で開催された。

## 概要
今大会からスキースロープスタイルとスキーハーフパイプが正式採用され、5種目となった。

### 主な出来事
- 冬季オリンピックで初めて開会式前に競技が開催され[3]、その中の1種目として女子モーグル（予選1）が行われた。
- 女子モーグルで、 冬季オリンピック史上2組目の3姉妹出場を果たした[4]ジュスティーヌ・デュフール＝ラポワント(Justine Dufour-Lapointe)が優勝。19歳での優勝は、冬季オリンピックモーグル全体での最年少優勝となった[5]。また2番めの姉のクロエ・デュフォー＝ラポイント(Chloe Dufour-Lapointe)が2位に入り、冬季オリンピック史上3組目の姉妹金銀となった[6]。
- 男子モーグルで、 アレックス・ビロドー(Alex Bilodeau)が初の2連覇を達成。オリンピックフリースタイルスキー競技全体でも2連覇は初[7]となった。これによってカナダ勢は、男女ともにモーグルを制した。
- 初開催の女子スキースロープスタイルで、ダラ・ハウエル(Dara Howell)が初代金メダリストとなった。
- 初開催の男子スキースロープスタイルで、ジョス・クリステンセン(Joss Christensen)が初代金メダリストとなった。また3位までをアメリカ勢が独占した。
- 男子エアリアルで、アントン・クシュニール(Anton Kushnir)が優勝。これによってベラルーシ勢として2連覇、男女ともにエアリアルを制した。
- 初開催の男子スキーハーフパイプで、デーヴィッド・ワイズ(David Wise)が初代金メダリストとなった。
- 初開催の女子スキーハーフパイプで、マディー・ボーマン(Maddie Bowman)が初代金メダリストとなった。これによってアメリカ合衆国勢は、男女ともにスキーハーフパイプを制した。銅メダルを獲得した小野塚彩那はオリンピックフリースタイルスキー競技の日本勢としては、里谷多英（女子モーグル・1998年、2002年）以来、2人目のメダリストとなった。
- 男子スキークロスで、フランス勢が3位までを独占した。また同競技の準々決勝1組目ではゴール直前のジャンプで出場選手のうち1着のアルミン・ニーデラー（Armin Niederer）を除く3名が転倒してそのままゴールするという珍事が起きた。
- 女子スキークロスで、マリエル・トンプソン(Marielle Thompson)が優勝。カナダ勢として2連覇となった。
- 女子スキークロスの公式練習でマリア・コミサロワが脊椎骨折の重傷を負った[8]。

## 競技種目と日程
※競技開始予定時間はモスクワ時間(UTC+4)。日本時間(UTC+9)との時差は5時間。
| 日時    | 時間  | 種目                       | ラウンド | 備考                                                        |
| ------- | ----- | -------------------------- | -------- | ----------------------------------------------------------- |
| 2月6日  | 18:00 | 女子モーグル               | 予選1    | 上位10名が決勝1へ、残りは予選2へ                            |
| 2月8日  | 18:00 | 女子モーグル               | 予選2    | 上位10名が決勝1へ                                           |
| 2月8日  | 22:00 | 女子モーグル               | 決勝1    | 上位12名が決勝2へ                                           |
| 2月8日  | 22:35 | 女子モーグル               | 決勝2    | 上位6名が決勝3へ                                            |
| 2月8日  | 23:10 | 女子モーグル               | 決勝3    | 1 2 3 [ 10 ]                                                |
| 2月10日 | 18:00 | 男子モーグル               | 予選1    | 上位10名が決勝1へ、残りは予選2へ                            |
| 2月10日 | 18:50 | 男子モーグル               | 予選2    | 上位10名が決勝1へ                                           |
| 2月10日 | 22:00 | 男子モーグル               | 決勝1    | 上位12名が決勝2へ                                           |
| 2月10日 | 22:35 | 男子モーグル               | 決勝2    | 上位6名が決勝3へ                                            |
| 2月10日 | 23:10 | 男子モーグル               | 決勝3    | 1 2 3 [ 11 ]                                                |
| 2月11日 | 10:00 | 女子スキースロープスタイル | 予選     | 上位12名が決勝へ                                            |
| 2月11日 | 13:00 | 女子スキースロープスタイル | 決勝     | 1 2 3 [ 12 ]                                                |
| 2月13日 | 10:15 | 男子スキースロープスタイル | 予選     | 上位12名が決勝へ                                            |
| 2月13日 | 13:30 | 男子スキースロープスタイル | 決勝     | 1 2 3 [ 13 ]                                                |
| 2月14日 | 17:45 | 女子エアリアル             | 予選1    | 上位6名が決勝1へ、残りは予選2へ                             |
| 2月14日 | 18:30 | 女子エアリアル             | 予選2    | 上位6名が決勝1へ                                            |
| 2月14日 | 21:30 | 女子エアリアル             | 決勝1    | 上位8名が決勝2へ                                            |
| 2月14日 | 21:55 | 女子エアリアル             | 決勝2    | 上位4名が決勝3へ                                            |
| 2月14日 | 22:12 | 女子エアリアル             | 決勝3    | 1 2 3 [ 14 ]                                                |
| 2月17日 | 17:45 | 男子エアリアル             | 予選1    | 上位6名が決勝1へ、残りは予選2へ                             |
| 2月17日 | 18:30 | 男子エアリアル             | 予選2    | 上位6名が決勝1へ                                            |
| 2月17日 | 21:30 | 男子エアリアル             | 決勝1    | 上位8名が決勝2へ                                            |
| 2月17日 | 21:55 | 男子エアリアル             | 決勝2    | 上位4名が決勝3へ                                            |
| 2月17日 | 22:12 | 男子エアリアル             | 決勝3    | 1 2 3 [ 15 ]                                                |
| 2月18日 | 17:45 | 男子スキーハーフパイプ     | 予選     | 上位12名が決勝へ                                            |
| 2月18日 | 21:30 | 男子スキーハーフパイプ     | 決勝     | 1 2 3 [ 16 ]                                                |
| 2月20日 | 11:45 | 男子スキークロス           | 予選     | タイムトライアルを行い、上位から順にスタート位置を決める    |
| 2月20日 | 13:30 | 男子スキークロス           | 1/8決勝  | 各組上位2名が準々決勝へ                                     |
| 2月20日 | 14:05 | 男子スキークロス           | 準々決勝 | 各組上位2名が準決勝へ                                       |
| 2月20日 | 14:25 | 男子スキークロス           | 準決勝   | 各組上位2名がA決勝(Big final)へ、残りはB決勝(Small final)へ |
| 2月20日 | 14:41 | 男子スキークロス           | 決勝     | 1 2 3 [ 17 ]                                                |
| 2月20日 | 18:30 | 女子スキーハーフパイプ     | 予選     | 上位12名が決勝へ                                            |
| 2月20日 | 21:30 | 女子スキーハーフパイプ     | 決勝     | 1 2 3 [ 18 ]                                                |
| 2月21日 | 11:45 | 女子スキークロス           | 予選     | タイムトライアルを行い、上位から順にスタート位置を決める    |
| 2月21日 | 13:30 | 女子スキークロス           | 1/8決勝  | 各組上位2名が準々決勝へ                                     |
| 2月21日 | 14:05 | 女子スキークロス           | 準々決勝 | 各組上位2名が準決勝へ                                       |
| 2月21日 | 14:25 | 女子スキークロス           | 準決勝   | 各組上位2名がA決勝(Big final)へ、残りはB決勝(Small final)へ |
| 2月21日 | 14:41 | 女子スキークロス           | 決勝     | 1 2 3 [ 19 ]                                                |

## 結果

### メダル獲得国
| 順 | 国                   | 金 | 銀 | 銅 | 計 |
| -- | -------------------- | -- | -- | -- | -- |
| 1  | カナダ (CAN)         | 4  | 4  | 1  | 9  |
| 2  | アメリカ合衆国 (USA) | 3  | 2  | 2  | 7  |
| 3  | ベラルーシ (BLR)     | 2  | 0  | 0  | 2  |
| 4  | フランス (FRA)       | 1  | 2  | 2  | 5  |
| =5 | オーストラリア (AUS) | 0  | 1  | 1  | 2  |
| =5 | 中国 (CHN)           | 0  | 1  | 1  | 2  |
| =7 | 日本 (JPN)           | 0  | 0  | 1  | 1  |
| =7 | スウェーデン (SWE)   | 0  | 0  | 1  | 1  |
| =7 | ロシア (RUS)         | 0  | 0  | 1  | 1  |

### メダリスト
※選手名のカタカナ表記は、NHKを参考にしている。
| 種目                       | 金                                                                           | 金                                                       | 銀                                                                | 銀                                                    | 銅                                                                 | 銅                                                     |
| -------------------------- | ---------------------------------------------------------------------------- | -------------------------------------------------------- | ----------------------------------------------------------------- | ----------------------------------------------------- | ------------------------------------------------------------------ | ------------------------------------------------------ |
| 男子モーグル               | アレックス・ビロドー(Alex Bilodeau) カナダ (CAN)                             | 26.31                                                    | ミカエル・キングズベリー(Mikael Kingsbury) カナダ (CAN)           | 24.71                                                 | アレクサンドル・スミシェリアエフ(Alexandr Smyshlyaev) ロシア (RUS) | 24.34                                                  |
| 女子モーグル               | ジュスティーヌ・デュフール＝ラポワント(Justine Dufour-Lapointe) カナダ (CAN) | 22.44                                                    | クロエ・デュフォー=ラポイント(Chloe Dufour-Lapointe) カナダ (CAN) | 21.66                                                 | ハナ・カーニー(Hannah Kearney) アメリカ合衆国 (USA)                | 21.49                                                  |
| 男子スキースロープスタイル | ジョス・クリステンセン(Joss Christensen) アメリカ合衆国 (USA)                | 95.80                                                    | ガス・ケンワージー(Gus Kenworthy) アメリカ合衆国 (USA)            | 93.60                                                 | ニコラス・ゲッパー(Nicholas Goepper) アメリカ合衆国 (USA)          | 92.40                                                  |
| 女子スキースロープスタイル | ダラ・ハウエル(Dara Howell) カナダ (CAN)                                     | 94.20                                                    | デヴィン・ローガン(Devin Logan) アメリカ合衆国 (USA)              | 85.40                                                 | キム・ラメーア(Kim Lamarre) カナダ (CAN)                           | 85.00                                                  |
| 男子エアリアル             | アントン・クシュニール(Anton Kushnir) ベラルーシ (BLR)                       | 134.50                                                   | デーヴィッド・モリス(David Morris) オーストラリア (AUS)           | 110.41                                                | 賈宗洋(Zongyang Jia) 中国 (CHN)                                    | 95.06                                                  |
| 女子エアリアル             | アラ・ツーペル(Alla Tsuper) ベラルーシ (BLR)                                 | 98.01                                                    | 徐夢桃(Mengtao Xu) 中国 (CHN)                                     | 83.50                                                 | リディア・ラッシラ(Lydia Lassila) オーストラリア (AUS)             | 72.12                                                  |
| 男子スキーハーフパイプ     | デーヴィッド・ワイズ(David Wise) アメリカ合衆国 (USA)                        | 92.00                                                    | マイク・リドル(Mike Riddle) カナダ (CAN)                          | 90.60                                                 | ケヴィン・ロラン(Kevin Rolland) フランス (FRA)                     | 88.60                                                  |
| 女子スキーハーフパイプ     | マディー・ボーマン(Maddie Bowman) アメリカ合衆国 (USA)                       | 89.00                                                    | マリー・マルティノ(Marie Martinod) フランス (FRA)                 | 85.40                                                 | 小野塚彩那(Ayana Onozuka) 日本 (JPN)                               | 83.20                                                  |
| 男子スキークロス           | ジャン・シャピュイ(Jean Frederic Chapuis) フランス (FRA)                     | ジャン・シャピュイ(Jean Frederic Chapuis) フランス (FRA) | アルノ・ボヴォロンタ(Arnaud Bovolenta) フランス (FRA)             | アルノ・ボヴォロンタ(Arnaud Bovolenta) フランス (FRA) | ジョナタン・ミドル(Jonathan Midol) フランス (FRA)                  | ジョナタン・ミドル(Jonathan Midol) フランス (FRA)      |
| 女子スキークロス           | マリエル・トンプソン(Marielle Thompson) カナダ (CAN)                         | マリエル・トンプソン(Marielle Thompson) カナダ (CAN)     | ケルシー・セルワ(Kelsey Serwa) カナダ (CAN)                       | ケルシー・セルワ(Kelsey Serwa) カナダ (CAN)           | アンナ・ホルムルンド(Anna Holmlund) スウェーデン (SWE)             | アンナ・ホルムルンド(Anna Holmlund) スウェーデン (SWE) |